# Хинс, Джейми
Джеймс «Джейми» Уильям Хинс (англ. James «Jamie» William Hince; род. 24 декабря 1968, Бакингемшир) — английский музыкант (гитарист, вокалист, автор песен), наиболее известный по работе в инди-рок дуэте The Kills. Также принимал участие в группах Fiji, Scarfo и Blyth Power.

## Личная жизнь
1 июля 2011 года женился на британской супермодели Кейт Мосс.

## Дискография

### Вместе со Scarfo
- Scarfo (ноябрь 1995)
- Luxury Plane Crash (июль 1997)

### Студийные альбомы The Kills
- Keep on Your Mean Side (2003)
- No Wow (2005)
- Midnight Boom (2008)
- Blood Pressures (2011)
- Ash & Ice (2016)